# Oxira kebeae
Oxira kebeae là một loài bướm đêm trong họ Noctuidae.